# Тилбери (порт)
Порт Тилбери (англ. Port of Tilbury) — группа терминалов порта Лондона, расположенных в городе Тилбери (англ.) региона Восточная Англия, в эстуарии реки Темзы.
Один из трёх крупнейших контейнерных портов Великобритании (наряду с портами Саутгемптона и Филикстоу). Принадлежит британской стивидорной компании Forth Ports (англ.).
Номенклатура грузов: контейнерные (с 1970 года), навалочные грузы, лес, автомобили. Порт был открыт в 1886 году, длина причалов — 8 км.
В Тилбери базируется ФК Хэштег Юнайтед.